# Jefferson Andrade Siqueira
Jefferson Andrade Siqueira (Guarulhos, 6 januari 1988), of kortweg Jefferson, is een Braziliaanse voetballer. Sinds 2019 speelt hij voor AC Monopoli.

## Carrière
Jefferson begon te voetballen in de jeugdafdeling van A.D. Guarulhos, een club uit zijn geboortestreek São Paulo. In 2004 maakte de vlot scorende spits de overstap naar Paraná Clube, waar hij na één jaar zijn debuut maakte in het eerste elftal. In totaal bleef hij drie seizoenen voetballen voor Paraná. Hij kon rekenen op heel wat internationale interesse. Jefferson verkaste in 2008 naar Europa en tekende een contract bij Fiorentina.
De Italiaanse club leende de aanvaller uit zodat hij meer ervaring kon opdoen. In 2009 vertrok hij naar Frosinone en een jaar nadien werd hij verhuurd aan Cassino. Na afloop van de uitleenbeurt leek Jefferson terug te keren naar Fiorentina, maar de club leende hem opnieuw uit. Deze keer belandde de Braziliaanse spits bij AS Eupen dat toen in de Jupiler League uitkwam. In de reguliere competitie kwam hij in tien wedstrijden niet aan scoren toe. In de Play-Offs en in de Eindronde om het behoud scoorde hij wel een paar keer. Fiorentina leende hem in 2011/2012 opnieuw uit. Jefferson vervoegde zich bij US Latina in de Lega Pro Prima Divisione. Na een productief seizoen, negen doelpunten, trok hij na dit seizoen definitief naar Latina.

## Statistieken
| Seizoen | Club                   | Land     | Competitie                 | Duels | Doelp. |
| ------- | ---------------------- | -------- | -------------------------- | ----- | ------ |
| 2005/08 | Paraná Clube           | Brazilië | Série A                    | 48    | 27     |
| 2008/09 | ACF Fiorentina         | Italië   | Serie A                    | 0     | 0      |
| 2009/10 | → Frosinone            | Italië   | Serie B                    | 4     | 0      |
| 2009/10 | → Cassino              | Italië   | Lega Pro Seconda Divisione | 13    | 7      |
| 2010/11 | → KAS Eupen            | België   | Jupiler Pro League         | 17    | 3      |
| 2011/12 | → SSD Latina           | Italië   | Lega Pro Prima Divisione   | 19    | 9      |
| 2012/13 | SSD Latina             | Italië   | Lega Pro Prima Divisione   | 27    | 8      |
| 2013/14 | SSD Latina             | Italië   | Serie B                    | 30    | 5      |
| 2014/15 | AS Livorno             | Italië   | Serie B                    | 15    | 2      |
| 2015/16 | SSD Latina             | Italië   | Serie B                    | 13    | 1      |
| 2015/16 | → Casertana FC         | Italië   | Serie C                    | 12    | 3      |
| 2016/17 | Teramo Calcio          | Italië   | Serie C                    | 8     | 3      |
| 2016/17 | AS Viterbese Castrense | Italië   | Serie C                    | 11    | 4      |
| 2017/18 | AS Viterbese Castrense | Italië   | Serie C                    | 25    | 10     |
| 2018/19 | AC Monza               | Italië   | Serie C                    | 13    | 1      |
| 2018/19 | → AS Giana Erminio     | Italië   | Serie C                    | 13    | 2      |
| 2019/20 | AC Monopoli            | Italië   | Serie C                    | 17    | 5      |
| Totaal  | Totaal                 | Totaal   | Totaal                     | 285   | 90     |